# Taufbecken (Ambarès-et-Lagrave)

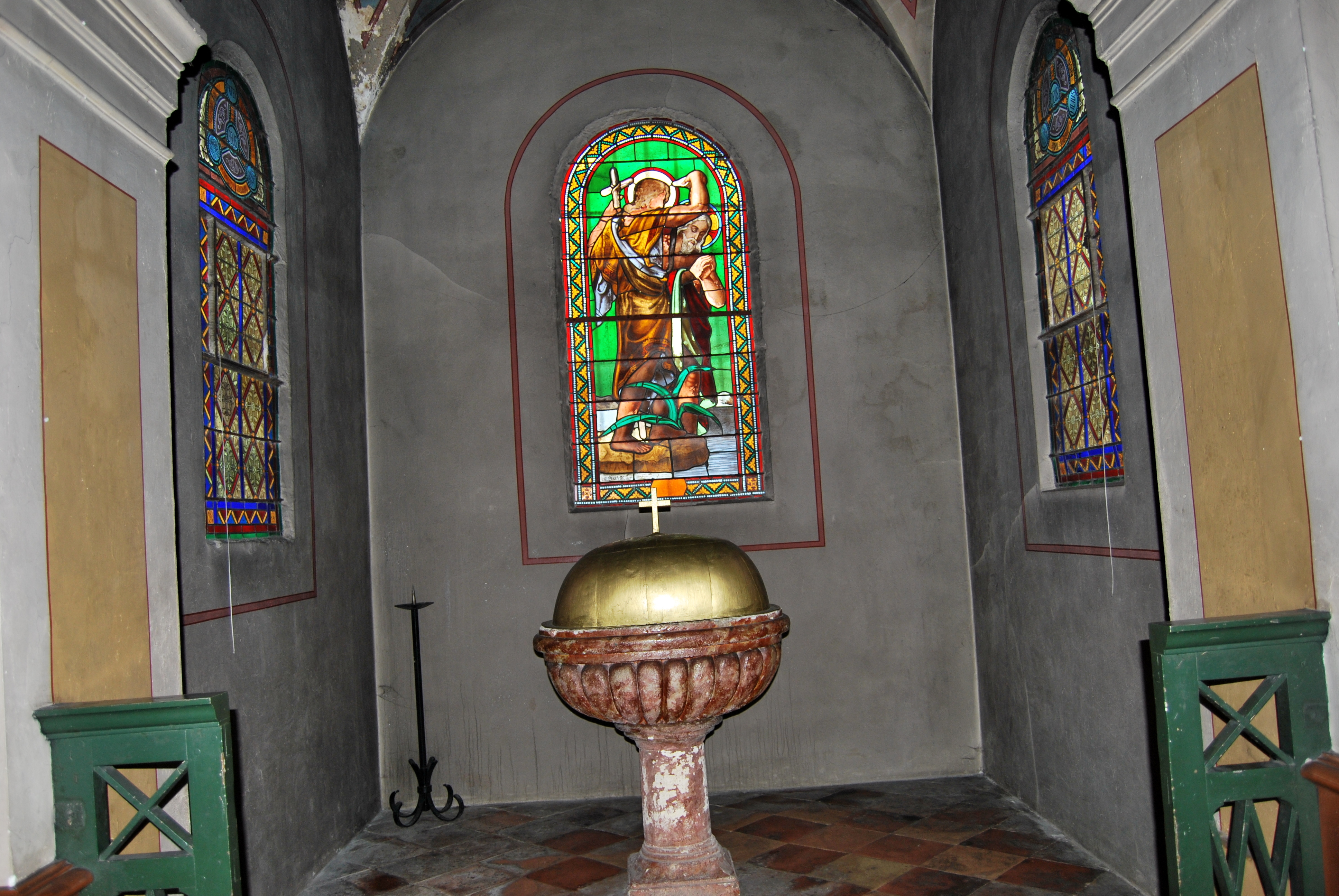
Taufbecken in Ambarès-et-Lagrave

Das Taufbecken in der Kirche St-Pierre in Ambarès-et-Lagrave, einer französischen Gemeinde im Département Gironde der Region Nouvelle-Aquitaine, wurde vermutlich im 18. Jahrhundert geschaffen. Im Jahr 1981 wurde das barocke Taufbecken aus Stein als Monument historique in die Liste der denkmalgeschützten Objekte (Base Palissy) in Frankreich aufgenommen.
Das 1,10 Meter hohe Taufbecken in der Taufkapelle steht auf einem rechteckigen Sockel mit Säule. Das runde Becken mit einem Durchmesser von einem Meter ist am oberen Rand profiliert und an seiner Wölbung godroniert.
Die Abdeckung in Form einer Kuppel stammt aus späterer Zeit.